# Пірог Євгенія Олександрівна
Пірог Євгенія Олександрівна  — українська письменниця і громадський діяч, автор і куратор Всеукраїнської ініціативи «Додай читання» — волонтерського руху, що популяризує читання серед дітей, дитяча письменниця, член Спілки письменників України. Творчий псевдонім— Казкарка Джінні.

## Біографічні відомості
Євгенія Пірог виросла в Херсоні, мешкала в різних містах країни, проживає і працює в Києві.

Закінчила фізичний факультет Київського Національного університету імені Т.Г. Шевченка за спеціальністю «Оптичні прилади та спектроскопія» та московський Інститут з патентно-ліцензійної роботи за фахом «Технічна експертиза та захист винаходів». Працювала інженером, патентнознавцем, викладачем фізики та малювання.
Євгенія — засновниця молодіжних громадських організацій «Азарт» (м. Нововолинськ, 1993 р.) та «Альфа» (м. Рівне, 1998 р.), студії шкільного радіомовлення «Радіо 2000Гц», керівник видання учнівської газети-малотиражки «Спалах». Співзасновник волонтерського соціально-ресурсного Центру «Дитинець» (у травні 2014 року — волонтерська ініціатива «Київ. Схід. Діти»).

## Творчість
Євгенія Пірог започаткувала у 2012 році масове впровадження благодійних міні-бібліотечок «книжкові шпаківні», які прихильники руху виготовляють та встановлюють у громадських місцях для вільного користування книжками за принципом «почитай-поверни-подаруй» книгу. Нині більш як 150 таких осередків читання діють щонайменше у 8 областях країни, з них 21 «шпаківня» позначена спеціальним маркованим ідентифікатором на світовій мапі проекту «Маленькі вільні бібліотеки».
Письменниця запровадила різноформатні форми читацьких активностей для дітей: відео «Книжковий марафон 42», родинні читання «Тату, почитай!», спрямованих на популяризацію книг та читання. Залучає школярів до співавторства, створивши разом з ними понад 40 казок, укладених в 14 альманахів «Блискуче перо».
Автор-організатор чотирьох Національних рекордів України:
- «Срібна Книга» — великоформатна ілюстрована художня книга, яку наживо створювали 360 дітей та 60 митців. Проект тривав з вересня 2011 до 23 березня 2012 року у партнерстві з Національною бібліотекою України для дітей.
- «Казковий гопак» — наймасовіший казковий гопак з літературними героями — танцювальний флешмоб в декількох містах одночасно. Здійснено під час літературного фестивалю для дітей «ДивоРівне» 18 травня 2013 року.
- «Добро-Дій» — книга ручної роботи, створена найбільшою кількістю авторів малюнків-історій про добро з різних країн (1100 авторів та сторінок з 16 країн, 5 континентів та 50 міст та сіл України). Експонується в Києві в Музеї книги та друкарства України.
- «Дмитрикова бібліотека» — доброчинний проект на підтримку підлітка з інвалідністю Дмитра Ружевича з села Сергіївка Слов'янського району Донецької області. Рекордне досягнення Дмитра — наймолодший громадський директор Першої приватної ВІЛЬНОЇ бібліотеки (на момент встановлення рекорду 17 березня 2017 року хлопець мав 13 років). Книги вже надійшли більш як з 30 населених пунктів України та з-за її меж. Нині фонд становить близько 2000 книг, що марковані ексклюзивним екслібрисом, також подарованим волонтерами.

Євгенія Пірог веде власний сайт творчих проектів «Всі Мрії», багато подорожує Україною з інтерактивними читацькими зустрічами. Записала два цикли авторських радіопрограм «Реальні Мрійники» за участі школярів, відомих письменників та митців. Складає пісні для дітей. За сценаріями Євгенії Пірог втілено декілька постановок.

Вийшли друком низка оповідань Є. Пірог у збірці «Залізниці, потяги, вокзали» — книжкова серія "Дорожні історії" (видавництво «КМ-Букс», 2016), вірші у збірці «Викрадення Європи» (літоб'єднання «Sevama», 2015), в журналах «Світ дитинства», «Стежка», «Малятко».
Авторка книжок для дітей:
- «Мрії збуваються. Казкова історія, яку розповів Різдвяний Янгол», 2010
- «Хлопчик Вітерець та Золота Планета», соціально-філософська казка, 2010
- «Тату, почитай!», збірка віршів різних авторів, 2014
- «Марися та котячі походеньки», вірші до дитячих ілюстрацій, 2015
- «Сумка мами кенгуру», вірші для дітей, 2016
- «Сильвестр та друзі», збірка віршів до дитячих ілюстрацій, 2016
- «Астронавти з Великої Росяної», науково-популярна повість, 2016
- «Кіт Мармур та різдвяні пряники», детективно-соціальна повість, 2016
- «Твої книжкові шпаківні», 2017